# Alice Lake Provincial Park
Der Alice Lake Provincial Park ist ein 411 Hektar großer Provincial Park in der kanadischen Provinz British Columbia. Der Park liegt etwa 13 Kilometer nördlich von Squamish. Von Vancouver aus ist er über den Sea-to-Sky Highway zu erreichen. Der Camping- und Picknickbereich des Parks liegt im Squamish-Lillooet Regional District.
Der Park liegt im Bereich des im September 2021 neu eingerichteten Biosphärenreservat Atl'ka7tsme/Howe Sound, einem der drei UNESCO-Biosphärenreservate in der Provinz.

## Anlage
Der kleine Park liegt im Übergangsgebiet zwischen der Sunshine Coast und den Coast Mountains. Der Campingbereich und der Picknickbereich liegen unmittelbar am Alice Lake. Allerdings ist der Alice Lake nur einer von 4 Seen im Park. Der Park ist von verschiedenen Wanderwegen durchzogen.
Bei dem Park handelt es sich um ein Schutzgebiet der IUCN-Kategorie II (Nationalpark).

## Geschichte
Der Park wurde im Jahr 1956 eingerichtet und hat seinen Namen nach einem im Park liegenden See. Der See wurde nach der Ehefrau Alice des Siedlers Charles Rose benannt, welcher sich in dieser Gegend 1888 niederließ. Schon vor seiner Einrichtung als Provinzpark war der See und die Umgebung ein beliebtes Erholungsgebiet.
Wie bei fast allen Provinzparks in British Columbia gilt jedoch auch für diesen, dass er – lange bevor die Gegend von Einwanderern besiedelt oder Teil eines Parks wurde – Jagd- und Fischereigebiet verschiedener Stämme der First Nations war.

## Flora und Fauna
Am Übergang zwischen Sunshine Coast und Coast Mountain, ist die im Park vorherrschende Klimazone die des gemäßigten Regenwaldes. Innerhalb des Ökosystems von British Columbia wird das Parkgebiet der Dry Maritime Subzone der Coastal Western Hemlock Zone zugeordnet. Diese Biogeoklimatische Zone zeichnet sich durch das gleiche Klima und gleiche oder ähnliche biologische sowie geologische Voraussetzungen aus. Daraus resultiert in der jeweiligen Zone dann ein sehr ähnlicher Bestand an Pflanzen und Tieren.
Hier wächst neben der Douglasie und der Nootka-Scheinzypresse hauptsächlich die Westamerikanische Hemlocktanne (im englischen Sprachraum „Coastal Western Hemlock“ genannt). Die Bäume sind mit epiphytische Flechten und Moose überzogen. Der Wald hat auch hier einen Unterwuchs aus Schwertfarnen und Heidekrautgewächsen. Den in weiten Teilen der Provinz verbreiteten pazifischen Blüten-Hartriegel, die Wappenpflanze von British Columbia, findet man auch hier.
Da die Gegend nur dünn besiedelt ist, finden sich hier auch Schwarzbären, Eisgraue Murmeltiere und Streifenhörnchen. Steinadler, Rotschwanzbussarde leben oder kommen zur Beutesuche in den Park. Weiterhin findet sich im Park eine kleine Kolonie von Kanadareihern.

## Aktivitäten
Der Park ist ein beliebtes Ziel von Wanderern, Bergsteigern und anderen Outdoor-Sportlern. Mit 646.895 Besuchern (Personentagen) in der Saison 2023/2024, die von April bis März geht, gehörte er zur Gruppe der zehn am meisten besuchten Parks der Provinz. Er bietet eine Vielzahl von Wandermöglichkeiten, von leichten bis zu schweren, von Halbtageswanderungen bis zu mehrtägigen Wandertouren. Beliebt ist der innerhalb des Parks verlaufende „Four Lakes Trail“ für Wanderer und Mountainbiker. Der Park ist aber auch Ausgangspunkt für längere Touren zum Garibaldi Provincial Park.
Der Park verfügt über eine Art Informationszentrum, welche Veranstaltungen (die sogenannten „Interpretive Programs“) durchführt. Diese Veranstaltung bietet Vorträge und Spiele, um dem Publikum das Habitat und die Lebensweise des Schwarzbären nahezubringen.
Der Park hat 108 (teilweise reservierbare) Stellplätze für Wohnmobile und Zelte und verfügt über Sanitäranlagen mit Dusche.

## Benachbarte Parks
Die nächstgelegenen Provincial Parks im Sea-to-Sky Corridor sind entlang dem Highway 99, in Richtung Norden, zuerst der Brandywine Falls Provincial Park und dann der Nairn Falls Provincial Park. In Richtung Süden ist der nächste Park der Stawamus Chief Provincial Park und dann der Shannon Falls Provincial Park. Richtung Westen liegen der Brackendale Eagles Provincial Park und der Tantalus Provincial Park. Östlich des Alice Lake Provincial Park liegt der Garibaldi Provincial Park.